# Le lacrime di Maria
(Dalla sovraccoperta del libro)
Le lacrime di Maria è un saggio del giornalista e scrittore Rino Cammilleri.

## Contenuto
Pubblicato un anno dopo Medjugorje, il cammino del cuore, il saggio si riallaccia a quest'ultimo, allargando il discorso a molte altre apparizioni e fenomeni mariani, con particolare riferimento ai più recenti; due capitoli sono dedicati ai fatti di Civitavecchia dove, nel 1995, una statuetta raffigurante la Madonna di Međugorje avrebbe versato lacrime di sangue.
Ne esce un quadro variegato, ricco di numerosi riferimenti – relativi specialmente ai fenomeni di lacrimazione – completato da riflessioni sul significato possibile di quanto esposto, sviluppate nel capitolo conclusivo.

## Edizioni
- Rino Cammilleri, Le lacrime di Maria, Milano, Mondadori, 2013, ISBN 978-88-04-63074-6.